# Shannon Crawford
Shannon Crawford   (Guelph, 12 de setembre de 1963) és una exremadora canadenca que va competir durant les dècades de 1980 i 1990.
El 1992 va prendre part en els Jocs Olímpics de Barcelona, on guanyà la medalla d'or en la prova del vuit amb timoner del programa de rem. En el seu palmarès també destaquen una medalla de bronze al Campionat del món de rem i una d'or i una altra de plata als Jocs Panamericans.